# Ischnotoma fuscostigmosa
Ischnotoma fuscostigmosa är en tvåvingeart som först beskrevs av Alexander 1929.  Ischnotoma fuscostigmosa ingår i släktet Ischnotoma och familjen storharkrankar. Inga underarter finns listade i Catalogue of Life.